# Anni Albers
Anni Albers (Berlín, Alemanya, 12 de juny de 1899 - Orange (Connecticut), 9 de maig de 1994), de naixement Annieliese Fleischmann, va ser una dissenyadora tèxtil, teixidora, pintora i dissenyadora alemanya, professora de l'Escola de la Bauhaus.

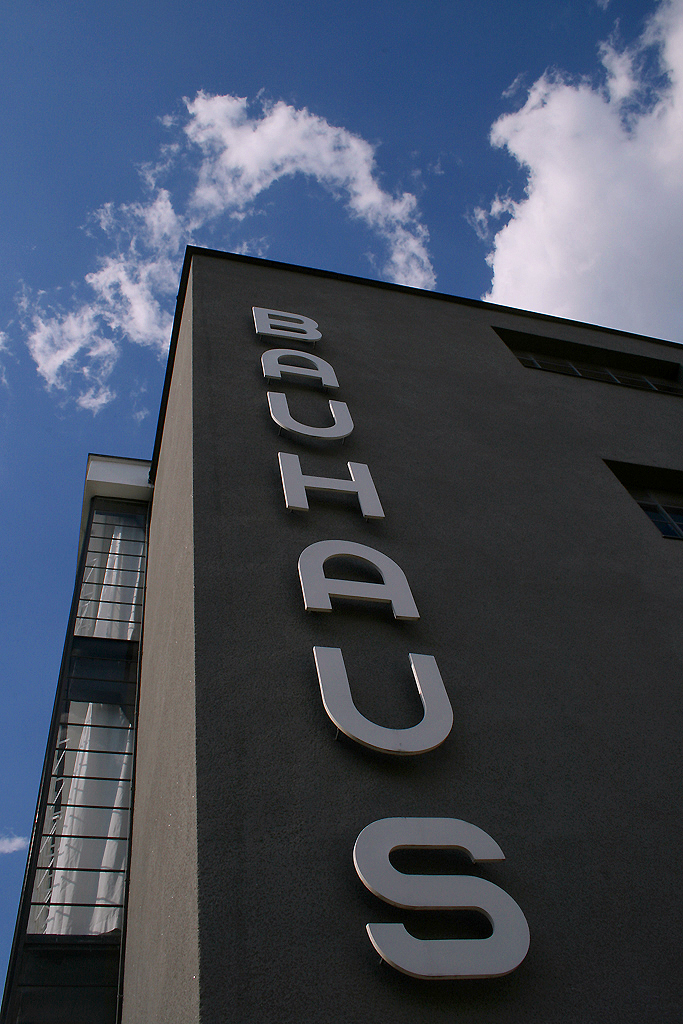
La Bauhaus de Dessau

## Primers anys
Va néixer a Berlin-Charlottenburg en una família acomodada d'origen jueu convertida al protestantisme. La seva mare, Toni Fleischmann-Ullstein, provenia d'una coneguda família jueva alemanya d'editors, els Ullstein, i el seu pare, Siegfried Fleischmann, era un important fabricant de mobles.
Durant la seva època escolar Anni Albers va rebre classes particulars d'art. En el llibre Ullsteinroman (la novel·la dels Ullstein) Sten Nadolny diu que Albers era la més perillosa per a la família Fleischmann, en el sentit de la més revolucionària, que a més era la més bonica i volia ser una artista bohèmia.
Quan tenia 17 anys va ingressar a l'estudi de pintura i arquitectura de Martin Brandenburgen a Berlín, on malgrat ser descoratjada de continuar per part d'Oskar Kokoschka, es va graduar en Educació artística. Posteriorment va intentar accedir a l'Escola Superior de Belles arts de Dresden, però no ho va aconseguir, i el 1919 va marxar i es va matricular a l'Escola Tèxtil de l'Escola Superior d'Art d'Hamburg.

## Trajectòria professional

### A la Bauhaus
El 1922 va entrar com a estudiant a l'Escola de la Bauhaus de Weimar, on va fer el curs preliminar amb Georg Muche i Johannes Itten. Les dones no podien accedir a algunes disciplines, per la qual cosa Albers no va poder entrar en el taller de vidre en el segon any i va haver d'optar pel de teixit a càrrec de Gunta Stölzl. El disseny tèxtil de la Bauhaus es va centrar més en el camp pràctic professional durant aquesta dècada i quan va concloure els seus estudis en el curs 1929/30, Albers ja havia demostrat sobradament el seu magisteri en aquest àrea. Per exemple, va crear un reeixit teixit insonor, reflector i rentable (fet principalment de cotó i cel·lofana) específicament per a un auditori musical.
El 1925 va contreure matrimoni amb l'artista i pedagog Josef Albers, que aquest mateix any, amb el canvi de seu a Dessau, va ser nomenat director dels cursos d'iniciació del centre, i de qui va prendre el cognom de casada. Albers va desenvolupar innovadors teixits combinant propietats de reflexió de la llum, absorció del so, durabilitat; diversos dels seus dissenys van ser publicats i li van encarregar la realització de diversos tapissos. Durant un temps va ser alumna de Paul Klee i després de la sortida de Gropius de la Bahaus, el matrimoni Albers es va traslladar als allotjaments del professorat al costat de Klee i Vasili Kandinski. En aquesta època Annie Albers va començar a viatjar, començant per Itàlia i Espanya.
El 1931 va ser nomenada directora de l'àrea i fàbrica de teixit de l'escola, com a substituta de Gunta Stölzl, i seria una de les professores a la seu de Dessau i de les poques dones a càrrec d'un taller a la Bauhaus.

### Als EUA
Després de l'arribada d'Hitler al poder el 1933 i el tancament de la Bauhaus per la pressió del partit Nazi, Albers i el seu marit es van exiliar als Estats Units convidats per Philip Johnson per impartir classes a Carolina del Nord durant deu anys (de 1939 a 1949). Durant aquests anys Albers va participar en exposicions i va escriure articles sobre disseny. El 1949 es va convertir en la primera dissenyadora a realitzar una exposició monogràfica en el Museu d'Art Modern de Nova York.
Des de 1936 va viatjar nombroses vegades a Mèxic i a Sud-amèrica, gairebé sempre amb el seu marit, on va estudiar i va recollir materials i tècniques de treball, sobretot d'art precolombí, que van tenir gran influència en els seus treballs i dissenys posteriors.
Després de deixar la docència, el 1949 la parella es va mudar a Connecticut i Albers va treballar per lliure, dedicant-se a la seva pròpia fabricació i dissenys tèxtils, encara que també ho faria en certs períodes per a diverses firmes com Florence Knoll, entre d'altres. Durant la dècada dels 50 Albers va treballar en dissenys tèxtils fabricats en sèrie, creant la majoria dels seus teixits pictòrics, i va publicar articles i una col·lecció amb els seus escrits.
El 1963 en el Taller de litografia de l'Institut Tamarind, a Los Angeles, va ser convidada a experimentar amb les tècniques d'estampació, interessant-se per la litografia i el serigrafiat.

## Exposicions (breu selecció)
- 1949. Museu d'Art Modern de Nova York.
- 2017. Anni Albersː Tocar la vista. Museu Guggenheim Bilbao (Espanya)[4]

## Reconeixements
- 1961. L'Institut Americà d'Arquitectes (AIA) la va concedir la Medalla d'Or pel seu treball artesanal.